# Doumé
Doumé est une commune du Cameroun située au nord du département du Haut-Nyong, dans la région de l'Est.

## Géographie
La ville située sur la rive droite au point de rupture de navigabilité de la rivière Doumé, affluent de la Kadéï, se trouve dans le vaste bassin versant du fleuve Congo. Elle est desservie par la route nationale RN 10 (axe Abong-Mbang Bertoua), à 55 km au nord-est du chef-lieu départemental Abong-Mbang et à 278 km à l'est de Yaoundé.
| Minta, Nguelemendouka | Diang       |          |
| Doumaintang           | Doumé       | Dimako   |
| Doumaintang           | Doumaintang | Ndem-Nam |

## Histoire
Le fort colonial allemand de Doumé est construit sur une hauteur en 1909-1910 pour contrer les soulèvements des populations Jebekole et Makaa. Forteresse et importante prison, Doumestation constitue un poste militaire stratégique dirigé par un commandant contrôlant tout l'est du Kamerun allemand. Il est le siège de l’administration du district et de la 9e compagnie de la force de protection allemande, Schutztruppe.
Le fort tombe aux mains de la colonne française de la Lobaye le 25 juillet 1915 après trois jours de combats.
La ville devient en 1916, le siège d'une des neuf circonscriptions découpant le Cameroun français. Cette circonscription démembrée pour créer celle de Lomié voit par la suite son siège transféré à Batouri.
La commune instaurée en 1955, est démembrée en 1961 de Nguelemendouga au nord-ouest, en 1966 de Dimako à l'est, et de Doumaintang en 1997 au sud et à l'ouest.

## Population
Lors du recensement de 2005, la commune comptait 18 429 habitants, dont 6 093 pour Doumé Ville. Les principales ethnies sont les Maka, Bakoum, Baka, Bamilékés, Betis et nordistes.

## Structure administrative de la commune
Outre Doumé proprement dit, la commune comprend les localités suivantes :
- Bayong
- Bent
- Bonando
- Boumpial
- Djaglassi
- Djamonomine
- Djende II
- Goumbegeron
- Grand Bago
- Kempong
- Loumbou
- Mampang
- Mampang
- Mendim
- Moutcheboum
- Nkolessong
- Nkoum
- Ouama
- Oulemendamba
- Paki
- Petit Bago

## Administration
Les maires se succèdent à la tête de la municipalité depuis sa création.
| Période                                  | Période  | Identité                      | Étiquette | Qualité           |
| ---------------------------------------- | -------- | ----------------------------- | --------- | ----------------- |
| 2013                                     | En cours | Gisèle Rose Ngo Mem ép. Mpans | RDPC      |                   |
| 2007                                     | 2013     | Marinus Awouala Balada        |           |                   |
| 2001                                     | 2007     | Ferdinand Doko                |           |                   |
| 1996                                     | 2001     | Raphael Mponengang            |           |                   |
| 1993                                     | 1996     | Rodolphe Mbolatsougou         |           |                   |
| 1988                                     | 1993     | Bangda Doko                   |           |                   |
| 1982                                     | 1988     | René Gobe                     |           |                   |
| 1961                                     | 1982     | Jean Baptiste Mabaya          |           |                   |
|                                          | 1961     | Oye Tsogo                     |           | Sous-préfet maire |
| Les données manquantes sont à compléter. |          |                               |           |                   |

## Éducation
L'arrondissement compte 3 établissements secondaires publics dont 2 lycées et un collège, deux sont francophones et un bilingue, il compte un collège confessionnel catholique privé.
- Lycée bilingue de Doumé
- CETIC de Doumé
- Lycée de Motcheboum
- Collège de la Salle de Doumé

## Cultes

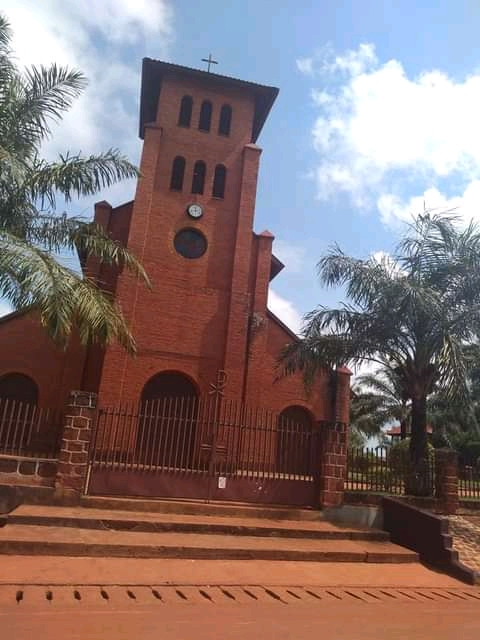
La cathédrale Saint Pierre et Paul de Doumé

Le vicariat apostolique catholique de Doumé fondé en 1949 est érigé en diocèse en 1955 par démembrement du diocèse de Yaoundé, il s'étend sur le département du Haut-Nyong et compte 25 paroisses, il a pris le nom de diocèse de Doumé-Abong' Mbang en 1983 et relève de l'archidiocèse de Bertoua, il a pour siège la cathédrale Saint Pierre et Paul de Doumé. En 2003, l'évêque Jan Ozga fait installer 5 bornes fontaines à Doumé, dont une pour alimenter un lavoir. 
Les églises protestantes sont représentées par la mission du plein évangile et l'église adventiste. La population musulmane dispose d'une mosquée.

## Personnalités nées à Doumé
- Pabé Mongo, écrivain